# Sajanogorsk
Sajanogorsk (russisch Саяногорск) ist eine Stadt in der Teilrepublik Chakassien (Russland) mit 44.872 Einwohnern (Stand 2021).

## Geographie
Die Stadt liegt am nördlichen Rand des Westsajan, etwa 75 km südlich der Republikhauptstadt Abakan, am linken Ufer des Jenissei. Das Klima ist kontinental.
Die Stadt Sajanogorsk ist der Republik administrativ direkt unterstellt. Zum Stadtkreis gehören auch die Siedlungen städtischen Typs Maina (Майна, 10 km flussaufwärts, 5063 Einwohner) und Tscherjomuschki (Черёмушки, 30 km flussaufwärts, 8374 Einwohner) verwaltet, sodass die Gesamteinwohnerzahl der administrativen Einheit Stadt Sajanogorsk 63.326 beträgt (Berechnung 2009).

## Geschichte
Seit Beginn des 18. Jahrhunderts bestand an Stelle der heutigen Stadt das Dorf Osnatschennoje (Означенное). Der flussaufwärts gelegene Ort Maina erhielt den Status einer Siedlung städtischen Typs 1957, als dort am Jenissei Maina-Stausee und -Wasserkraftwerk errichtet wurden. Die eigentliche Stadt wurde im Zusammenhang mit dem Baubeginn des Sajano-Schuschensker Wasserkraftwerkes und des Sajan-Aluminiumwerkes am 6. November 1975 gegründet.

### Bevölkerungsentwicklung
| Jahr | Einwohner |
| ---- | --------- |
| 1979 | 21.880    |
| 1989 | 50.188    |
| 2002 | 50.255    |
| 2010 | 49.887    |

Anmerkung: Volkszählungsdaten

## Wirtschaft und Infrastruktur
Die Wirtschaft wird durch das Sajan-Aluminiumwerk (Саянский алюминиевый завод; erster Abschnitt des Aluminiumwerkes, in Betrieb seit 1985) und das Chakassische Aluminiumwerk (Хакасский алюминиевый завод (ХАЗ); zweiter Abschnitt des Aluminiumwerkes, in Betrieb seit Dezember 2006) bestimmt. Beide gehören dem Aluminiumkonzern Rusal. Insbesondere der Energiebedarf dieser Werke wird durch das bei Tscherjomuschki gelegene Sajano-Schuschensker Wasserkraftwerk (das leistungsstärkste Russlands und eines der weltgrößten) sowie das erheblich kleinere Maina-Wasserkraftwerk bei Maina gedeckt. Daneben gibt es in Sajanogorsk Bauwirtschaft (Marmorabbau durch Sajanmramor), Leicht- und Lebensmittelindustrie.
Sajanogorsk sowie die jenisseiaufwärts gelegenen Siedlungen Maina und Tscherjomuschki besitzen Eisenbahnanschluss (nur Güterverkehr) zur von Sajanogorsk 66 km entfernten Station Kamyschta an der „Südsibirischen Eisenbahn“ Nowokusnezk – Abakan – Taischet.